# Сукневичі (Логойський район)
Сукневичі — (біл. вёска Сукневічы), село (веска) в складі Логойського району розташоване в Мінській області Білорусі, підпорядковане Октябрській сільській раді.
Село Сукневичі розташоване в центральних районах Білорусі, в північній частині Мінської області орієнтовне розташування [Архівовано 11 червня 2020 у Wayback Machine.].